# Хмелевський Кузьма Михайлович
Кузьма Михайлович Хмелевський (липень 1907, Ніжин, Чернігівська губернія - 8 лютого 1978, Москва) - радянський партійний і державний діяч.

## Біографія
Батько, який працював вантажником, загинув на фронті під час Першої світової війни у 1914 році; мати працювала прачкою.
У 1920-1923 роках працював чорноробом у Єреванській друкарні. У 1925-1926 роках працював чорноробом на Єреванському заводі.
Після закінчення 7-річної школи з 1926 по 1928 працював чорноробом Челябінського мідеплавильного заводу. У 1928 став секретарем Киштимського районного комітету ВЛКСМ; в 1929 вступив до ВКП(б).
У 1930-1931 роки - завідувач орговідділу Киштимського районного комітету ВКП(б), у 1931-1933 - секретар парткому торфорозробок. У 1932 році закінчив заочний комуністичний університет.
У 1933-1936 роках - секретар парткому Середньоуральської ДРЕС.
Під час підготовки до січневого процесу «Паралельного антирадянського троцькістського центру» у вересні 1936 року  був заарештований і ув'язнений до Свердловської міської в'язниці. У справі К. Хмелевського, відправленому до Особливої Наради при НКВС СРСР, було винесено 5-річний вирок; К. Хмелевський був відправлений до Москви, де в липні 1938 випущений. Працював заступником начальника будівництва Середньоуральської ДРЕС.
З березня 1939 - партійний організатор ЦК ВКП(б) Закамської теплоелектростанції (Свердловська область), з грудня 1939 по серпень 1940 - перший секретар Краснокамського міського комітету ВКП (б), потім - Слухач вищої школи парторганізаторів при ЦК ВКП(б).
З жовтня 1941 - секретар Молотовського обкому ВКП(б) з чорної металургії, з 1942 - другий секретар Молотовського міського комітету ВКП(б), з лютого 1944 - другий секретар Молотівського обкому ВКП(б).
З 19 квітня 1946 по 14 січня 1950 - перший секретар Молотовського обкому ВКП(б). Був обраний також депутатом Верховної Ради Української РСР 2-го скликання (1947—1951), де входив до складу редакційної комісії, створеної для внесення змін та доповнень до тексту Конституції Української РСР.
У цей час Хмелевський намагається налагодити господарство у Пермській області. У червні 1948 р. особисто керував кампанією «по виселенню у віддалені райони осіб, які злісно ухиляються від трудової діяльності в сільському господарстві». В умовах низької врожайності зернових в області намагався розвивати підсобні господарства, звільнені від обов'язкових державних поставок та наділені правом збувати надлишки на колгоспних ринках; підтримував створення домашніх господарств. Двічі (13 і 14 липня 1948 року) був прийнятий Й. Сталіним - єдиний із секретарів уральських обкомів партії післявоєнних років. Й. Сталін схвалив роботу Молотовського обкому, і за результатами наради, що пройшла 14.7.1948 за участю С. Круглова (міністр внутрішніх справ), Д. Устинова (міністр озброєнь), Б. Бещева (міністр шляхів сполучення), П. Горемикина (міністр сільськогосподарського машинобудування), В. Жаворонкова (міністр торгівлі), П. Ломако (міністр кольорової металургії), А. С. Кузьмича (заступник міністра вугільної промисловості) та А. Поскрьобишева, липневими та серпневими рішеннями Ради міністрів СРСР і ЦК ВКП(б) було знято фінансову заборгованість з промислових підприємств Молотовської області, розширено військове замовлення, збільшено постачання дефіцитної сировини та обладнання, а також постачання області продовольством та ширвжитком. 24 грудня 1949 року Секретаріатом ЦК ВКП(б), а потім Пленумом Молотовського обкому 14 січня 1950 року звільнений від обов'язків першого секретаря «…у зв'язку з тим, що він не забезпечив розгортання критики та самокритики в парторганізації та припустився серйозних помилок у вихованні кадрів». Серед причин усунення з посади вказують на особисту образу Г. Маленкова, який отримав від Й. Сталіна зауваження за результатами зазначеної вище наради.
З січня 1950 - слухач Курсів перепідготовки при ЦК ВКП(б).
У 1950-1958 роках - інструктор ЦК КПРС.
1954 року закінчив історичний факультет МДУ ім. Ломоносова, як журналіст з військової тематики друкувався в газетах «Правда», «Ізвестія», «Червона зірка». У 1968 р. прийнятий до Спілки журналістів СРСР.
Похований у Москві на Троєкурівському цвинтарі.

### Сім'я
Перший шлюб – Галина Олександрівна Хмелевська; діти:
- Олександр, Юрій, Римма (Михайлова)

Другий шлюб - Ніна Костянтинівна Хмелевська; діти:
- Тетяна (Бутісіна), Ірина (Мельник).

## Вибрані праці
Джерело — Електронні каталоги РНБ
- Хмелевский К. М. Задачи Партийной организации по дальнейшему развитию хозяйства Молотовской области. (Доклад на Собрании актива Молотов. обл. и Молотов. гор. организаций ВКП(б) 20-21-го авг. 1948 г. в сокр. виде). — Молотов : Обком ВКП(б), 1948. — 32 с.
- Хмелевский К. М. Задачи промышленных предприятий Области по выполнению пятилетки в четыре года. Доклад на пленарном заседании Конференции 12-го апр. 1948 г. / Молотов. обл. науч.-произв. конференция. — Молотов : Молотов. обл. изд-во, 1948. — 20 с.
- Хмелевский К. О некоторых вопросах работы аппарата партийных комитетов (из практики работы Молотовского обкома ВКП(б)) // Большевик. – 1948. – № 23. – С. 32–41.

## Нагороди
- два ордени Леніна (1947 [15] , ? )
- орден Трудового Червоного Прапора
- орден Червоної Зірки
- дві медалі «За доблесну працю у Великій Вітчизняній війні 1941—1945 гг.»
- медаль «За перемогу над Німеччиною у Великій Вітчизняній війні 1941—1945 гг.»[16].